# Montreux-Vieux
Montreux-Vieux é uma comuna francesa na região administrativa de Grande Leste, no departamento Alto Reno. Estende-se por uma área de 4,13 km². Em 2010 a comuna tinha 910 habitantes (densidade: 220,3 hab./km²).